# Save the Sunlight
«Save the Sunlight» es una canción escrita por Buddy Buie, James B. Cobb y Gerald Douglas Lee. Fue interpretada originalmente por Dennis Yost and the Classics IV en su álbum homónimo de 1973. La versión más conocida de la canción es una grabación por el músico estadounidense Herb Alpert. Se publicó en junio de 1974 como el tercer sencillo de su álbum de estudio You Smile – The Song Begins. Lani Hall canta la segunda voz, consiguiéndole un lugar como artista invitada en la canción.

## Lista de canciones
Todas las canciones producidas y arregladas por Herb Alpert.
1. «Save the Sunlight» – 3:50
2. «You Smile – The Song Begins» – 3:21

## Créditos y personal
Créditos adaptados desde las notas de álbum de You Smile – The Song Begins.
- Herb Alpert – voz principal, productor, arreglos
- Lani Hall – segunda voz
- Larry Levine – ingeniero de audio
- Bernie Grundman – masterización

## Posicionamiento
| Gráfica (1974)                            | Pico de posición |
| ----------------------------------------- | ---------------- |
| Canadá (RPM Pop Music Playlist)           | 16               |
| Estados Unidos (Billboard Easy Listening) | 13               |